# Zingiber nitens
Gừng lá sáng bóng (danh pháp khoa học: Zingiber nitens) là một loài thực vật có hoa trong họ Gừng. Loài này được Mark Fleming Newman mô tả khoa học đầu tiên năm 2015.

## Mẫu định danh
Mẫu định danh: Newman M.F. 2647; thu thập ngày 11 tháng 9 năm 2013, là cây trồng tại Vườn Thực vật Hoàng gia tại Edinburgh số 20111043A từ nguyên mẫu Lamxay V., Lanorsavanh S., Souvannakoummai K. & Somphone VL2188 thu thập ngày 1 tháng 8 năm 2011 ở cao độ 573 m, tọa độ 18°11′54″B 104°35′52,9″Đ / 18,19833°B 104,58333°Đ, rừng nguyên sinh thường xanh dọc bờ sông, Khu bảo vệ biên giới Lào-Việt Nam, Vườn quốc gia Nakai-Nam Theun, Ban Thongpe, huyện Khamkeuth, tỉnh Bolikhamsai, Lào. Mẫu holotype lưu giữ tại Vườn Thực vật Hoàng gia tại Edinburgh (E). Lưu ý rằng tọa độ trong bài báo của Newman là thiếu chính xác; tọa độ của Ban Thongpe là khoảng 18°18′22″B 105°5′24″Đ / 18,30611°B 105,09°Đ.

## Từ nguyên
Tính từ định danh nitens là động tính từ chủ động thời hiện tại trong tiếng Latinh, bắt nguồn từ động từ niteo, nghĩa là sáng bóng; ở đây là để nói tới các lá bắc sáng bóng của cụm hoa.

## Phân bố
Loài này có trên dãy núi Trường Sơn; tại miền đông Lào (tỉnh Bolikhamsai) và miền trung Việt Nam (các tỉnh Nghệ An, Hà Tĩnh). Môi trường sống là rừng thường xanh nguyên sinh, rừng thứ sinh, dưới tán rừng ẩm, ven suối ở độ cao 300–900 m.

## Phân loại
Thuộc tổ Dymczewiczia với cụm hoa đầu cành (trên ngọn).

## Mô tả
Cây thảo mọc thành bụi, cao 0,65-1,5 m. Thân rễ đường kính ~1 cm. Chồi lá gồm ~12 lá; các bẹ lá màu xanh lục ánh nâu sẫm tới đen, đặc biệt các bẹ phía dưới, có lông nhung thô màu trắng, các lông hướng về mọi hướng; thân giả đường kính 1-1,2 cm; lưỡi bẹ dài 3–5 mm, đỉnh cắt cụt, màu xanh lục trong mờ khi non, nhanh chóng trở thành màu nâu sáng, đặc biệt tại mép, có lông tơ thô màu trắng; cuống lá phồng, màu xanh lục sáng. Phiến lá hình elip hẹp, 18-25 × 2–3 cm, mặt gần trục nhẵn nhụi và bóng, mặt xa trục thưa lông nhung màu trắng, đặc biệt trên gân giữa, đáy thuôn tròn, đỉnh nhọn rất dài. Cụm hoa đầu cành, là chùm xim thẳng đứng, 9-13 × 1,3–2 cm, hình trụ tới hình thoi hay hình chùy, gồm 9-15 lá bắc, bao bọc xung quanh và che khuất trục cụm hoa. Lá bắc đỡ 3-4 hoa, hơi hình trứng ngược, ~3,5 × 3,3 cm, sáng bóng, màu xanh lục sẫm, nhẵn nhụi, bề mặt với các tuyến dầu nhỏ, đỉnh nhọn, mép trong mờ. Hoa đầu tiên của xim hoa bọ cạp xoắn ốc không lá bắc con, các hoa kế tiếp với lá bắc con hình thuyền, hở tới đáy, ~2 × 0,65 cm, trong mờ tại đáy, màu xanh lục ở đỉnh, nhẵn nhụi. Hoa thò ra từ lá bắc, dài 4 cm; đài hoa 1,3-1,6 × ~0,4 cm, hình ống, phồng, trong mờ, nhẵn nhụi, chẻ một bên tới khoảng 50% chiều dài, đỉnh với 2 răng ngắn và tù; ống tràng dài 3-3,1 cm, hơi nở rộng về phía đỉnh, màu trắng tại đáy, màu vàng nhạt tại đỉnh; các thùy tràng màu vàng nhạt, nhẵn nhụi; thùy tràng lưng hình tam giác, 1,9-2,1 × ~0,6 cm, mép hơi cuốn trong; các thùy tràng bên 1,8-2 × 0,5-0,55 cm; các nhị lép bên hình tam giác, dài 2,5–6 mm, gần như rời với cánh môi, màu vàng nhạt, đôi khi với vài đốm màu đỏ; cánh môi hình elip, ~1,8 × 1,1-1,3 cm, màu nâu hạt dẻ sẫm với các đốm màu vàng nhỏ và vệt màu vàng ở họng, mép uốn xuống, đỉnh chẻ đôi khoảng 3 mm. Nhị với chỉ nhị 2,5-3 × 3 mm, màu vàng; bao phấn ~11 × 4 mm, mô liên kết màu vàng, mô vỏ nứt theo khe nứt dọc; mào bao phấn dài 9–10 mm, bao quanh đầu nhụy, cong xuống vào khe chẻ của cánh môi, màu nâu hạt dẻ sẫm. Vòi nhụy màu trắng, nhẵn nhụi; đầu nhụy màu trắng, thuôn tròn, hiếm khi rộng hơn vòi nhụy, lỗ nhỏ với vòng lông rung thẳng; tuyến trên bầu 2, hình dùi, dài ~3,6 mm; bầu nhụy hình trụ, ~3,5 × 2,5 mm, nhẵn nhụi, 3 ngăn không hoàn toàn tại đáy, 1 ngăn ở phía trên, 3 thực giá noãn tạo thành một trục rất ngắn mang 10-14 noãn, các thực giá noãn kết thúc trên vách bên trong không xa từ đáy. Cụm quả dài ~10 cm, quả hình tam giác, ~1,5 × 1 cm. Hạt hình bầu dục, áo hạt màu trắng. Mùa hoa tháng 5-8, mùa quả tháng 6-11.
Z. nitens tương tự như Z. capitatum ở kiểu phát triển thanh mảnh với phiến lá hẹp và cụm hoa đầu cành, nhưng khác ở chỗ các lá bắc màu xanh lục sẫm, nhẵn nhụi, sáng bóng và duy trì màu xanh lục kể cả khi tạo quả chứ không chuyển thành màu đỏ và thưa tới rậm lông tơ ở mép như ở Z. capitatum.